# Теодор Липс
Теодор Липс (на немски: Theodor Lipps) е германски философ. Той е един от най-влиятелните немски университетски професори на своето време, привличащ много студенти от други страни. Липс е много загрижен за концепциите на изкуството и естетиката, фокусирайки голяма част от своята философия върху тези области.

## Биография
Роден е на 28 юли 1851 година в малкото градче Валхалбен, провинция Рейнланд-Пфалц, Германия. Първоначално е частен доцент, а след това – професор в Бонския университет. От 1890 г. е професор в Бреслау, а от 1894 до 1909 г. – в Мюнхен, където основава Мюнхенския психологически институт.
Умира на 17 септември 1914 година в Мюнхен на 63-годиюна възраст.

## Идеи
Сред неговите големи почитатели е Зигмунд Фройд, по-късно Липс е главен поддръжник на идеята за подсъзнанието. Той мисли, че всяко състояние си има своето ниво на съзнателност и този смях е асоцииран със скрити негативни аспекти. Той възприема бележките върху емпатията или естетичната емпатия (на немски: Einfühlung) на Робърт Вишер. По-късно в живота си Липс приема и някои идеи от Хусерл. Не харесвайки неговия психологизъм, някои от неговите студенти, заедно с други на Хусерл формират нов клон на философията, наречен Феноменология на същностите.